# Zabrody (półwysep)
Zabrody – półwysep zlokalizowany w Polsce, oddzielający jezioro Wdzydze od jeziora Gołuń. Jego końcówkę stanowi półwysep Niwka. Jest położony na terenie Wdzydzkiego Parku Krajobrazowego. 
Półwysep znajduje się w północno-wschodniej części jeziora Wdzydze, a na jego terenie położona jest wieś Zabrody z nowoczesną drewnianą kapliczką. W większości zalesiony, posiada jednak kilka polan. Zasługuje na uwagę ze względu na strukturę użytkowania gruntów, istniejące zadrzewienia oraz wzory architektury i zagospodarowania charakterystyczne dla regionu Kaszub. U nasady półwyspu znajduje się użytek ekologiczny Zabrody, chroniący torfowisko przejściowe. Teren ten wyróżnia się obecnością urozmaiconych siedlisk (lasów liściastych, sosnowych nasadzeń, torfowisk, szuwarów, turzycowisk, ugorów i gospodarstw). Półwysep przecinają rynny porośnięte cennymi okazami buków (obwody do 3 m). Teren ten, z uwagi na wartości przyrodnicze objęty jest zakazem rozbudowy osad.